# Veluwemeer
Il Veluwemeer è un lago di confine nei Paesi Bassi. È separato a sud-ovest dal Wolderwijd dalla strada N302, che collega le due sponde attraverso un ponte e un sottopasso. La costa nord-occidentale fa parte del Flevopolder nella provincia del Flevoland mentre la costa sud-orientale fa parte della provincia della Gheldria.
A nord-est è separato dal Drontermeer da un ponte stradale in prossimità della città di Elburg. Il nome deriva da quello della regione del Veluwe, nella Gheldria, che si affaccia sulla sponda destra del lago stesso.